# Channichthys rhinoceratus
Channichthys rhinoceratus es una especie de pez con aletas radiadas del género Channichthys, de la familia Channichthyidae, orden Perciformes. Fue publicada por Richardson en 1844.

## Descripción
Mide 40-60 cm de longitud total y alcanza un peso aproximado de 500 g.

## Distribución
Se distribuye por el océano Austral: endémico de la meseta Kerguelen-Heard, Antártida. Puede alcanzar los 750 m de profundidad.